# Ернест Абуба
Ернест Абуба (англ. Ernest Abuba; нар. 25 серпня 1947, Гонолулу — пом. 21 червня 2022, Нью-Йорк) — філіппінсько-американський актор, драматург, режисер. 
Співзасновник — Паназійського репертуарного театру. Грав на сцені і в кіно, зігравши понад сто сценічних ролей. Абуба народився в Гонолулу, виріс в Сан-Дієго і Техасі.
У 1983 році — отримав Офф-Бродвейську премію за роль Кенджі Кадоти у фільмі «Жовта гарячка». Серед його бродвейських титрів: «Тихоокеанські увертюри», «Вільні кінці», «Зойчина квартира» та «Найстарший хлопчик» у театрі Лінкольн-центру, яка стала його останньою роллю на Бродвеї. Серед найяскравіших моментів його довгої позабродвейської кар'єри — те, що він був першим американцем азійського походження, який зіграв роль Сакіні у «Чайна церемонія», і МакБета у «Сьоґун МакБет». 
На екрані відомий за фільмами: «12 мавп», «Подзвони мені», «Божевілля вулиць» та багатьма іншими ролями . Як драматург, він став відомим завдяки п'єсі «Додзьодзі» 2013 року.
Навчався на театральному факультеті в коледжі Сари Лоуренс. Абуба і Тіса Чанґ одружилися в 1976 році і мали одного сина до розлучення. Абуба помер в Нью-Йорку 21 червня 2022 року.

## Фільмографія
| Рік  | Назва                  | Роль                        | Примітки                    |
| ---- | ---------------------- | --------------------------- | --------------------------- |
| 1986 | Божевілля вулиць       | Грабіжник #1                |                             |
| 1988 | Подзвони мені          | Босс                        |                             |
| 1990 | Король Нью-Йорка       | Король Тіто                 |                             |
| 1992 | Стаття 99              | Ікіро Тенабе                |                             |
| 1995 | 12 мавп                | Інженер                     |                             |
| 1997 | Гамлет, принц датський | Король                      |                             |
| 1997 | Таф Лук Клуб           | Дворецький Червоного (Реда) | Також асоційований продюсер |